# Rogério Silva
Rogério Isauro da Silva (Feteira, Faial, 29 de Fevereiro de 1929 — Angra do Heroísmo, 12 de Junho de 2006) foi um pintor, desenhador e gravador açoriano.

## Biografia
Viveu em Angra do Heroísmo de 1947 a 1971, altura em que emigrou para os Estados Unidos, tendo fixado residência em New Bedford, Massachusetts.
Ilustrou diversas publicações e é autor de uma importante obra pictórica distribuída por múltiplas colecções particulares. Foi o grande impulsionador da Galeria Gávea (Galeria Açoriana de Arte).